# それ聴け!Veryカープ!
『それ聴け!Veryカープ!』（それきけ!ベリーカープ!）はRCCラジオ（中国放送）で2017年4月3日から始まったラジオのスポーツ番組。

## 概要
この番組では『ココだけスポーツ&ニュース』の役割を引き継ぎ、新しいスポーツ番組として再出発するもので、RCCアナウンサーの坂上俊次を中心にして送る「“日本一”のカープ応援ラジオ番組」で、カープの試合の実況録音や選手のインタビューを取り上げる。また、カープの若手選手（若鯉）の情報に加え、カープにまつわる事件簿、カープに関するおすすめコーディネートやグルメの情報も送る。
なお、タイトル内にある『Veryカープ!』とはRCCテレビ・RCCラジオが2016年シーズンから掲げているカープ戦中継のキャッチコピーである。

## 放送時間
2017年4月3日-12月25日
- 毎週月曜 17:47-19:30

2018年1月8日-3月26日・2019年9月30日-2020年3月27日・2020年10月-2021年3月・2021年9月27日-2022年3月21日・2022年9月26日-2023年3月末・2023年10月2日-2024年3月25日
- 毎週月曜 17:46-18:45
  - 2017年度・2018年度のナイターオフでは、18:45 - 19:00に『ココロのオンガク 〜music for you〜』（文化放送制作）を内包していたが、2019年度・2020年度・2021年度・2022年度・2023年度・2024年度のナイターオフは独立番組として放送。

2019年4月-2019年9月23日・2020年3月30日-2021年9月末・2021年4月-2021年9月20日・2022年3月28日-2022年9月19日・2023年4月-2023年9月25日・2024年4月1日-12月23日
- 毎週月曜 17:46-19:00

2025年1月6日-
- 毎週月曜 17:46-19:30
  - 2024年度のナイターオフでは、18:45 - 19:00に『みんなの音楽室』（文化放送制作）を内包する。2018年1月8日 - 2024年12月30日まで放送していた『アンガールズのカープ愛炸裂番組 カーティスト』の後番組として30分拡大となる予定。

## 出演者
- メインパーソナリティ：坂上俊次（RCCアナウンサー）
- 番組レギュラー：ボールボーイ佐竹

### 過去の出演者
いずれも2017年4月-2018年3月までの出演。
- 番組レギュラー：廣瀬純（RCCプロ野球解説者）※広島東洋カープ一軍外野守備走塁コーチ就任のため2017年12月4日で降板。
- 番組レギュラー：大井智保子
- 番組レギュラー：村井智奈

## テーマソング
- オープニング曲：Zone（LITE）[1]
- エンディング曲：7day Cicada（LITE）[1]

## 特別番組
2022年3月20日、特別番組として『カープ開幕直前スペシャル! タツカワ殿の13人』を『中四国ライブネット・広島発』のコンテンツとして中四国8局9県ネットで放送された。出演は坂上俊次、ボールボーイ佐竹、達川光男（プロ野球解説者）、岩本勉（プロ野球解説者）。